# NGC 2145
NGC 2145 je otvoreni skup u zviježđu Stolu. 

## Vanjske poveznice
- SEDS: NGC 2145